# Pitanga Esporte Clube
Pitanga Esporte Clube é um clube brasileiro de futebol amador sediado na cidade de Pitanga, no estado do Paraná.
Participa da Liga de Futebol de Pitanga e da principal competição amadora do estado, a Taça Paraná, torneio em que já sagrou-se campeão no ano de 1994.

## Títulos

### Estaduais
- Taça Paraná: 1994